# Gerald Handig
Gerald Handig (* 26. November 1963) ist ein österreichischer Politiker der Österreichischen Volkspartei (ÖVP). Seit 2007 ist er Bürgermeister der Gemeinde Edelstal und seit dem 17. Februar 2020 Abgeordneter zum Burgenländischen Landtag. Vor seiner Laufbahn als Politiker war Handig professioneller Fußballspieler.

## Leben

### Ausbildung und Beruf
Gerald Handig rückte nach der Matura 1982 zum Bundesheer ein und absolvierte die Theresianische Militärakademie in Wiener Neustadt. 1992 wurde er als FlA-Offizier der Flugabwehr nach Langenlebarn ausgemustert. Weitere Stationen waren Groß-Enzersdorf und Hainburg an der Donau. Nach mehreren Jahren als Batterie- und Kasernkommandant übernahm er im September 2000 im Dienstgrad Major die Leitung der Fernmeldeaufklärungsanlage Königswarte.

### Karriere als Fußballspieler
In der Saison 1983/84 kam Handig zu zwei Einsätzen für den SC Neusiedl am See in der 1. Division, der höchsten österreichischen Spielklasse. Nach zwei Spielen für die Burgenländer verließ er den Erstligisten wieder. Von 1986 bis 1991 war er beim SC Edelstal aktiv. 1991 wurde er vom Spielbetrieb abgemeldet. Im Jänner 1992 meldete ihn der SV Hundsheim. Zur Saison 1999/2000 kehrte er wieder zu Edelstal zurück, wo er bis heute aktiv ist. Seit 2014 ist er zudem Präsident des Vereins. Handig spielt außerdem für die österreichische Bürgermeister-Fußball-Nationalmannschaft.

### Politik
Handig ist ÖVP-Ortsparteiobmann in Edelstal. Nach der Gemeinderatswahl 2007 folgte er Anton Moritz (SPÖ) als Bürgermeister der Gemeinde Edelstal nach. Bei der Nationalratswahl 2019 kandidierte er für die ÖVP auf Platz 57 der Bundesliste, auf dem achten Listenplatz im Landeswahlkreis Burgenland sowie dem dritten Platz im Regionalwahlkreis Burgenland Nord.
Bei der vorgezogenen Landtagswahl im Burgenland 2020 kandidierte er im Landtagswahlkreis 1 (Bezirk Neusiedl am See) hinter Markus Ulram und Christine Riepl auf dem dritten Listenplatz. Handig überholte Christine Riepl und errang neben Ulram ein Grundmandat im Bezirk Neusiedl am See. Am 17. Februar 2020 wurde er in der konstituierenden Sitzung der XXII. Gesetzgebungsperiode als Abgeordneter zum Burgenländischen Landtag angelobt, wo er Mitglied des Landes-Rechnungshofausschusses wurde und als Obmannstellvertreter des Immunitäts- und Unvereinbarkeitsausschuss fungiert.
Im November 2020 wurde er in Nachfolge von Rudolf Strommer zum geschäftsführenden ÖAAB-Bezirksobmann im Bezirk Neusiedl am See gewählt, im Juni 2023 wurde er ÖAAB-Bezirksobmann. Im Oktober 2022 wurde er bei der Bürgermeisterwahl als Bürgermeister bestätigt.